# قنطريون قاسي
القنطريون القاسي واسمه العلمي (باللاتينية: Centaurea rigida) نوع نباتي ينتمي إلى جنس القنطريون من الفصيلة النجمية.

## الموئل والانتشار
موطنه بلاد الشام وتركيا.